# Friedrichstraße (Bonn)
La Friedrichstrasse est une rue du centre-ville de Bonn en Allemagne. 

## Situation et accès
Elle relie Friedensplatz à Belderberg, parallèlement à Oxfordstraße. Il traverse la Kasernenstraße, la Bonngasse et la Wenzelgasse.

## Origine du nom
La rue est nommée en l'honneur de Maximilien-Frédéric de Königsegg-Rothenfels, archevêque et prince-électeur de Cologne de 1761 à 1784.

## Historique
Au cours de la réorganisation, la Weg berühmter Persönlichkeiten commençant dans la Bonngasse est poursuivie et, à partir de la Bonngasse, prolongée en direction de la Wenzelgasse. Il y a, comme dans la Bonngasse également, des projecteurs au sol avec les portraits des habitants célèbres de Bonn.
La rue devient piétonne en 2007.